# Bibliographie sur la ville de Rouen
La bibliographie sur la ville de Rouen est une liste non exhaustive d'ouvrages sur la ville de Rouen et ses environs. 

## Ouvrages généraux

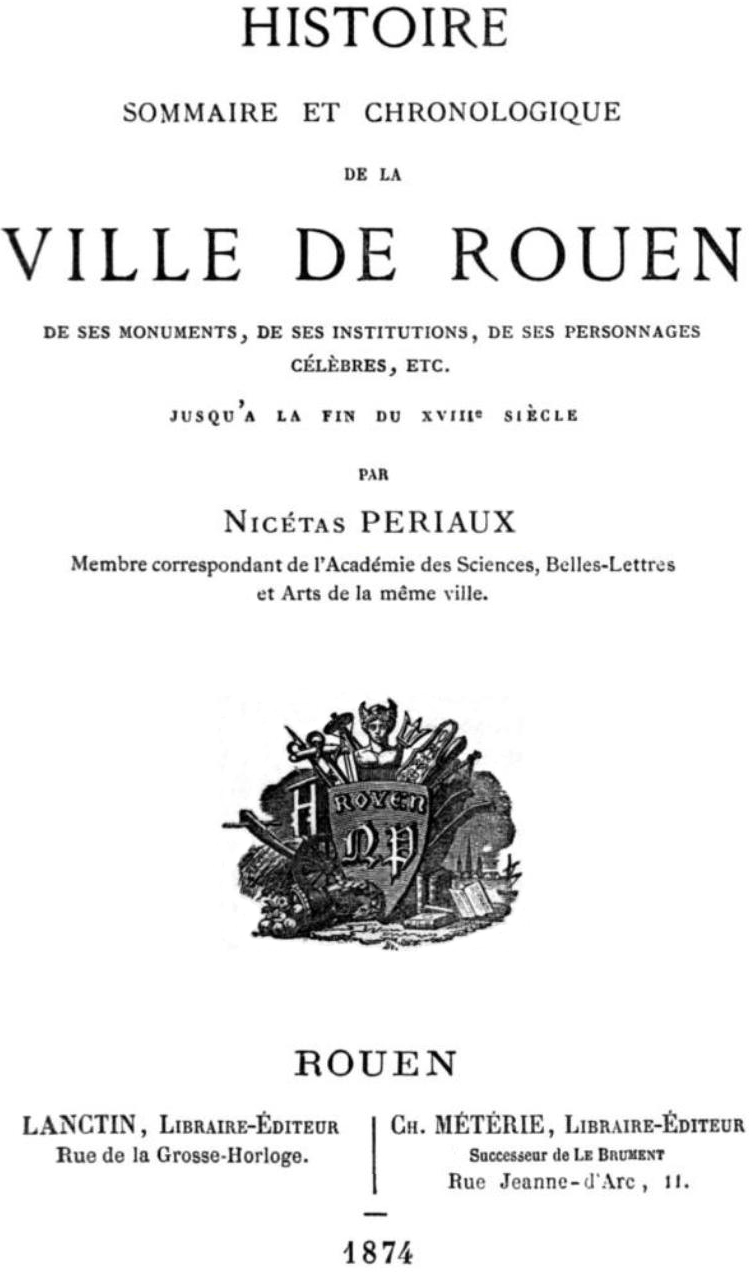
Histoire de la ville de Rouen de Nicétas Périaux

- Dictionnaire indicateur des rues et places de Rouen, Rouen, Pierre Périaux, 1819 ; Marseille, réimp. Laffitte Reprints, 1977
- Michel de Boüard, Histoire de la Normandie, Toulouse, Privat, 2001  (ISBN 2-7089-1707-2)
- François Bouju, Rouen : poèmes, Rouen, BDS, 1974
- Joseph Prudent Bunel et Albert Tougard, Ville de Rouen in « Géographie du département de la Seine-Inférieure, Arrondissement de Rouen », 1879 ; Éditions Bertout, Luneray, 1994, 493 p.
- Jean-Pierre Chaline et Pierre Bérenger, Rouen : intelligence d'une ville, Rennes, Ouest-France, 2003 (ISBN 978-2-7373-3430-6)
- Pierre Chirol, Germaine Petit, Rouen : aquarelles de Germaine Petit, Grenoble, B. Arthaud, 1931
- Lucie Delarue-Mardrus (ill. Robert Antoine Pinchon), Rouen, Rouen, H. Defontaine, 1935, 133 p., in-16
- Daniel Delattre, La Seine-Maritime, les 745 communes, Grandvilliers, 1999, 344 p. (OCLC 53292170), p. 236-244
- Philippe Delerm, Rouen, Paris, Presses universitaires de France, 1987
- Robert Doré, Rouen, Paris, s.l., 1932
- Georges Dubosc, Rouen : ville-musée, Rouen, Syndicat d'initiative, 1920
- Camille Enlart, Rouen, Paris, H. Laurens, 1906, 164 p. (lire en ligne)
- Honoré Jean Pierre Fisquet, Métropole de Rouen ; Rouen, Paris, Repos, 1866
- Alain Gasperini, Rouen, Paris, Alpina, 1964
- Bernard Gauthiez, « Rouen », dans Atlas historique des villes de France, Jean-Luc Pinol, dir., CCCB/Hachette, Barcelone/Paris, 1996, p. 68-91.
- Michel Giard, Rouen, Joué-lès-Tours, A. Sutton, 1996 (ISBN 978-2-84253-029-7)
- Gérard Granier, L'agglomération rouennaise, dossier documentaire, Rouen, SIVOM de Rouen, 1992
- Jean Valery Helot, Rouen, Paris, Hachette, 1949
- Robert Hénard, Rouen, Paris, Nilsson, 1925
- Paul Bénigne Joanne, Rouen, Paris, Hachette & Cie, 1895
- Laurent Adolphe Joanne, Rouen, Paris, Hachette, 1887
- Daniel Lacotte et Patrick Béghin, Rouen, Schirmeck, Jean-Pierre Gyss, 1983
- Marie-Clotilde Lequoy et Bénédicte Guillot, Rouen, Paris, Académie des inscriptions et belles-lettres Ministère de l'éducation nationale Ministère de la recherche etc, 2004, 336 p. (ISBN 978-2-87754-089-6)
- Michel Lerond, Rouen, Paris, C. Bonneton, 1990  (ISBN 2862531014)
- Octave Leroy, Rouen : au fil des siècles, au long des rues, Sotteville-lès-Rouen, Fernandez, 1982
- Jacques René Levainville, Rouen : étude d’une agglomération urbaine, Paris, Armand Colin, 1913
- Théodore Licquet et Édouard Frère, Rouen : son histoire, ses monuments et ses environs : guide nécessaire aux voyageurs pour bien connaître cette capitale de la Normandie et les localités voisines les plus intéressantes, Rouen, A. Lebrument, 1861
- Théodore Licquet, Rouen ; précis de son histoire, son commerce, son industrie, ses manufactures, ses monumens. Guide nécessaire… suivi de notices sur Dieppe, Bolbec [etc.]., Rouen, Édouard Frère, 1827
- Monique Loraillère (préf. Roger Bésus, photogr. Philippe Rougelin), Rendez-vous à Rouen, Sotteville-lès-Rouen, Fernandez frères, 1972, 79 p. (OCLC 2963507)
- André Maurois, Rouen, Paris, Librairie Gallimard, 1910
- Françoise Minelle et Dany Bataille, Vivre et survivre sous l'Ancien Régime, Paris, La Documentation française, 1976
- Brad Miskell, Judith Barry et Thomas Zummer, Rouen : machines itinérantes, futurs intermittents, Rouen, Centre d’Art Contemporain, 1994  (ISBN 9780964058804)
- Georges Monmarché, Rouen, Paris, Alpina, 1936
- Edward Montier (photogr. Bernard Lefebvre), Rouen, cité martyre, Rouen, Lecerf, 1946, 79 p. (OCLC 459639820)
- Edgard Naillon, Rouen, ville d’art & d’histoire, Rouen, Journal de Rouen, 1938
- Roland de Narbonne, Rouen : visite de la ville, Paris, SER, 1990  (ISBN 9782907701471)
- Jean-Marie Nicolle, Balades philosophiques - Rouen, Paris, éditions Ipagine, 2018  (ISBN 979-10-97023-42-3)
- Eugène Noël, Rouen ; promenades et causeries, Rouen, Schneider frères, 1894
- Yvon Pailhès, Rouen : un passé toujours présent… : rues, monuments, jardins, personnages, Luneray, Bertout, 1994, 285 p. (ISBN 2-86743-219-7, OCLC 466680895)
- Yvon Pailhès, Rouen : du passé toujours présent… au passé perdu : les églises, les monuments, rues et places, Luneray, Bertout, 2004, 230 p. (ISBN 2-86743-539-0)
- Nicétas Périaux, Dictionnaire indicateur et historique des rues et places de Rouen : revue de ses monuments et de ses établissements publics (reprod. en fac-sim. de l'éd. A. Le Brument, 1870), Brionne, Impr. le Portulan, 1972 (réimpr. 1876), XXXI-693 p., 21 cm (OCLC 800255, lire en ligne)
- Nicétas Périaux, Histoire sommaire et chronologique de la ville de Rouen, de ses monuments, de ses institutions, de ses personnages célèbres jusqu’à la fin du XVIIIe siècle, Rouen, Lanctin et Métérie, 1874
- Documents inédits pour servir à l'histoire de Rouen et de la Normandie, Rouen, N. Periaux, 1842.
- Jean-Jacques Pinel (préf. Christian Hérail), Histoire de 140 familles. Témoignages de 70 descendants. 2 siècles d'industrie à Rouen, Rouen, 2008 (ISBN 978-2-9532785-0-7)
- Francois Ponthier, Rouen : ou, Le bûcher de lumière, Paris, Éditions S.O.S., 1976
- Patrice Quéréel (préf. Guy Pessiot), La Ville évanouie - Rouen : un demi-siècle de vandalisme, Saint-Aubin-lès-Elbeuf, Page de Garde, 1999, 381 p. (ISBN 2-84340-108-9)
- André Renaudin, Rouen : ville-musée, Rouen, Syndicat d'initiative, 1938
- Cécile-Anne Sibout (photogr. Jean-François Lange), Rouen, Rouen, Éditions des Falaises, 2012, 115 p. (ISBN 978-2-84811-169-8)
- Vicomte Joseph-Alexis Walsh, Explorations en Normandie : Rouen, Rouen, Le Grand, 1835
- Rouen ; Images et écrits, Rouen, Imprimerie rouennaise, 1963, 86 p. (OCLC 10555852)
- Dictionnaire des rues de Rouen, Rotary-Club de Rouen, 2011, 288 p.
- Valérie Duclos (photogr. Guillaume Czerw), À la table de Rouen, éd. des Falaises, coll. « Gastronomie et art de vivre », 2022, 136 p. (ISBN 9782848115597)

## Histoire
- Jules Adeline, Rouen au XVIe siècle : d'après le manuscrit de Jacques Le Lieur (1525), Rouen, A. Lestringant, 1892.
- Alain Alexandre et Michel Croguennec, Histoires d'usines : 180 ans de vie industrielle dans l'agglomération rouennaise, Rouen, L'Écho des Vagues, 2013, 303 p. (ISBN 978-2-918616-18-4)
- Philippe Cailleux (préf. Philippe Contamine), Trois paroisses de Rouen, XIIIe – XVe siècle : Saint-Lô, Notre-Dame-la-Ronde et Saint-Herbland, Rouen, Publications de l'Université de Rouen - Le Havre, 2012, 285 p. (OCLC 777935871)
- Pierre Dardel, Commerce, industrie et navigation à Rouen et au Havre au XVIIIe siècle, Rouen, Société libre d'émulation de Seine-Maritime, 1966, 456 p. (OCLC 3245099)
- Lucien-René Delsalle, Rouen et les Rouennais au temps de Jeanne d'Arc : 1400-1470, Rouen, éd. du P'tit Normand, 1982, 319 p.
- Lucien-René Delsalle, Rouen à la Renaissance : Sur les pas de Jacques Le Lieur, Rouen, L'Armitière, 2007, 592 p. (ISBN 978-2-9528314-1-3)
- Lucien-René Delsalle, 1591-1592, Devant Sainte-Catherine, les Rouennais défient Henri IV, Luneray, Berthout, 1992, 270 p. (ISBN 2-86743-136-0)
- Lucien-René Delsalle, Benoît Eliot et Stéphane Rioland, Le Livre des fontaines de la ville de Rouen, par Jacques Le Lieur, Bonsecours, Point de vues, 2005, 238 p. (ISBN 978-2-915548-02-0)
- Georges Dubosc et Colette Yver, Rouen 1914-1918, Des falaises, 2014, 144 p. (ISBN 978-2848111995)
- Léon Duranville, Rouen ville forte, supplément à l’Essai sur l'histoire de la Côte Sainte-Catherine et des fortifications de la ville de Rouen, Rouen, A. Le Brument, 1867
- Benoît Eliot et Stéphane Rioland (préf. Françoise Legendre), Une vue de Rouen en 1525, Bonsecours, Point de vues, 2001, 96 p. (ISBN 978-2-9516020-1-4, OCLC 52622578)
- François-Jean Gay, Cécile-Anne Sibout, Loïc Vadelorge et Jean-Pierre Chaline, Rouen 1900-2000 : un siècle de vie, Fécamp, Éditions des Falaises, 2002  (ISBN 9782848110035)
- Jean-Marc Goglin, Vivre à Rouen au Moyen Âge, Charles Corlet, 2004, 144 p. (ISBN 978-2-84706-040-9).
- Hubert Grosdidier (dir.), La Franc-Maçonnerie à Rouen de 1803 à 1918, Rouen, éd. des Falaises, 2017, 208 p. (ISBN 978-2-84811-348-7)
- Yannick Marec, 1848 à Rouen. Les mémoires du citoyen Cord'homme, oncle de Maupassant, Luneray, éd. Bertout, 1988
- Michel Mollat (dir.) Histoire de Rouen, Toulouse, Privat 1979
- Didier Mouchel, Rouen : Louis Chesneau un photographe amateur : le voyage à Saint-Sever en 1899, Bonsecours, Point de vues, 2002, 87 p. (ISBN 2-9516020-3-0)
- Guy Pessiot, Histoire de Rouen, 4 vol., Rouen, éd. du P'tit Normand
- Guy Pessiot et Jacques Tanguy, Rouen. Photos inédites 1850-2000, Rouen, éd. des Falaises, coll. « Patrimoines vivants », 2008, 288 p. (ISBN 978-2-84811-081-3)
- Guy Pessiot, Rouen photos inédites, t. 2, Rouen, éditions des Falaises, 2015, 289 p. (ISBN 978-2-84811-253-4, présentation en ligne)
- Guy Pessiot, Rouen photos inédites, t. 3, Rouen, éditions des Falaises, 2020, 288 p. (ISBN 978-2-84811-484-2, présentation en ligne)
- Benedict Philip, Rouen during the Wars of Religion, New York, Cambridge University Press, 1981, 297 p.
- Loïc Vadelorge (préf. Jean-Pierre Chaline), Rouen sous la IIIe République. Politiques et pratiques culturelles, Rennes, Presses universitaires de Rennes, 2005, 441 p. (ISBN 2-7535-0035-5)
- Marc Venard, Les Confréries dans la ville de Rouen à l’époque moderne, XVIe – XVIIIe siècles, Rouen, Société de l’histoire de Normandie, 2010, 476 p. (ISBN 978-2-85351-015-8 et 2-85351-015-8, OCLC 758735837)
- Histoire de Rouen : Antiquité-1815, Mont-Saint-Aignan, Presses universitaires de Rouen et du Havre, 2019, 260 p. (ISBN 978-2-87775-967-0)

### Colonisation et traite négrière
- Collectif, Guide du Rouen colonial, Syllepse, 2023, 160 p. (ISBN 979-10-399-0104-8)
- Éric Saunier (dir.), Esclavage, mémoires normandes : Les ports normands dans la traite atlantique (XV-XXIe siècles), Silvana Editoriale, 2023, 400 p. (ISBN 9788836654680, présentation en ligne)

### Seconde Guerre mondiale
- Marc Boulanger (préf. Roger Parment), Ce jour là… Rouen dimanche 9 juin 1940, Luneray, Bertout, 1996, 222 p. (ISBN 286743100X)
- Thierry Chion, Rouen 1940-1944 : Pompiers sous les bombes, Louviers, YM, 2013, 157 p. (ISBN 978-2-919091-26-3)
- Patrick Coiffier, Rouen sous l'occupation, 1940-1944, Luneray, Bertout, 2004, 160 p. (ISBN 2-86743-547-1)
- Patrick Coiffier, Rouen 1940-1944 : 1543 jours d'occupation, 2018, 257 p. (ISBN 978-2-9530374-2-5)
- Alain Gasperini, Rouen, 1940-1944 : la guerre, l’occupation, la libération, Caen, Rouen, Ouest-France, Mémorial de Caen, Ville de Rouen, coll. « Une ville pendant la guerre », 1994, 93 p. (ISBN 978-2-7373-1524-4, lire en ligne)
- René Herval, Rouen. Août 1944, Rouen, A. Van Moë, 1945
- Guillaume Lemaître, Laurent Martin et Jean-Louis Roussel, Crimes de guerre : Rouen, 9 juin 1940, L’Écho des vagues, 2022, 136 p. (ISBN 9782918616511)
- Paul Le Trévier, 17 août 1942 : Objectif Rouen, 176 p.
- Paul Le Trévier, 9 juin 1940 : Ce jour où Rouen tomba, Bonsecours, Comever, 2010, 192 p. (ISBN 978-2-9522138-5-1)
- Paul Le Trévier et Daniel Rose, Ce qui s'est vraiment passé le 19 avril 1944 : le martyre de Sotteville, Rouen et la région, Saint-Germain-en-Laye, Comever, 2004, 160 p. (ISBN 978-2-9522138-0-6, OCLC 491919954)
- René-Gustave Nobécourt (préf. Jean de La Varende), Rouen désolée 1939-1944, Paris, Médicis, 1949 ; Marseille, Laffitte reprints, 1987, 273 p.  (ISBN 2862761508)
- Gontran Pailhès (préf. Pierre Varenne), Rouen et sa région pendant la guerre 1939-1945, Rouen, Henri Defontaine, 1949, 309 p. (ISBN 2-86743-180-8, lire en ligne)
- Robert Pasquier (préf. René Fauchois), Rouen 1940, Rouen, 1941
- Maurice Poissant, Rouen captive : trente-quatre mois de gestion municipale sous l'occupation, Defontaine, 1947

### Histoire sociale
- Yannick Marec, Le "Clou" rouennais des origines à nos jours (1778-1982). Du Mont-de-Piété au Crédit Municipal. Contribution à l'histoire de la pauvreté en province, Rouen, éd. du P'tit Normand, 1983
- Yannick Marec, Pauvres et philanthropes à Rouen au XIXe siècle, C.R.D.P., 1981
- Yannick Marec, « De la patronnesse à l'Institutrice. La petite enfance entre la charité et l'Instruction à Rouen au XIXe siècle », Annales de Normandie, mai 1985
- Yannick Marec et Ritsu Motoïké, « Enfants abandonnés, société et politiques sociales à Rouen au XIXe siècle », Études normandes, no 2, 1988
- Les Enfants du secret : Enfants trouvés du XVIIe siècle à nos jours, Paris, Magellan et Cie, 2008 (ISBN 978-2-35074-091-1 et 2-35074-091-9, OCLC 496713717)Publié à l'occasion de l'exposition présentée au Musée Flaubert et d'histoire de la médecine, Rouen, 18 janvier-14 juin 2008

## Monuments
- « Rouen », dans Le Patrimoine des communes de la Seine-Maritime, Charenton-le-Pont, Éditions Flohic, coll. « Le Patrimoine des communes de France », 1997, 1389 p. (ISBN 2-84234-017-5)
- Jean Braunstein (préf. Didier Detalminil), 100 clés pour comprendre le patrimoine de Rouen, Fécamp, Édition des Falaises, coll. « Beaux livres », 2012, 159 p. (ISBN 978-2-84811-149-0)
- Martine Callias Bey, Philippe Cheron, Thierry Leroy, Christophe Jollmann, Rouen : Abbatiale Saint-Ouen : les verrières, Connaissance du Patrimoine de Haute-Normandie, Rouen, 1993
- Véronique Chaussé, Rouen, église Sainte-Jeanne d'Arc : les verrières, Rouen, Connaissance du patrimoine de Haute-Normandie, coll. « Itinéraires du patrimoine », 1994, 16 p. (ISBN 2-910316-03-3)
- Jean-Pierre Chaline (dir.), Demeures rouennaises du XIXe siècle, Rouen, Société des amis des monuments rouennais, 2006, 220 p. (ISBN 2-9519231-6-3)
- Jean-Pierre Chaline (dir.), Rouen, les maisons à pans de bois au fil des siècles et des rues, Rouen, Société des amis des monuments rouennais, coll. « Cahiers des Monuments Rouennais », 2013, 236 p. (ISBN 978-2-918609-05-6 et 2-918609-05-6)
- Jean-Pierre Chaline (dir.), Églises et chapelles de Rouen, un patrimoine à (re)découvrir, Rouen, Société des amis des monuments rouennais, coll. « Cahiers des Monuments Rouennais », 2017, 252 p. (ISBN 978-2-918609-10-0 et 2-918609-10-2)
- Olivier Chaline (dir.), Les Hôtels particuliers de Rouen, Rouen, Société des Amis des monuments rouennais, 2002, 224 p. (ISBN 2-9509804-9-X, OCLC 469254974)
- Henri Frère, Les ponts de Rouen : leur histoire et discussion des nouveaux projets : 1025-1868, Rouen, A. Le Brument, 1868.
- Bernard Gauthiez, « Les maisons de Rouen, XIIe-XVIIIe siècles », Archéologie médiévale, tome XXIII, 1993, p. 131-217.
- Jules Girieud, Les excursions normandes : Rouen et ses monuments, Rouen, J. Girieud et Cie, 1899.
- Jean-Marc Lanfry, La cathédrale un éternel chantier : Rouen 1956-2000, Rouen, Édition des Falaises, 2014, 159 p. (ISBN 978-2-84811-230-5)
- François Lemoine et Jacques Tanguy, Rouen aux 100 clochers : Dictionnaire des églises et chapelles de Rouen (avant 1789), Rouen, PTC, 2004, 200 p. (ISBN 2-906258-84-9, OCLC 496646300, présentation en ligne)
- Yves Lescroart, Rouen : la cathédrale Notre-Dame, Paris, Centre des monuments nationaux Éditions du patrimoine, 2000, 95 p. (ISBN 978-2-85822-152-3)
- Isabelle Letteron, Denis Couchaux et Christophe Kollmann, Rouen, L'Hôtel de Bourgtheroulde et sa galerie, Connaissance du Patrimoine de Haute-Normandie, Rouen, 1992
- Bénédicte Percheron, Le Cirque de Rouen, lieu d'accueil des saisons lyriques rouennaises de 1945 à 1962, Université de Rouen, Maîtrise de Musicologie, 2003
- Arnaud Périnelle, Rouen : le gros horloge, Charles Corlet, Condé-sur-Noireau, 1982
- Jacques Petit et Jacqueline Petit, Rouen : ses fontaines, ses bassins : promenades au fil de l'eau, Bertout, Luneray, 1993
- Patrice Pusateri, Rouen : la reconstruction, Inventaire général ADAGP, Rouen, 2005
- Eustache de la Quérière (ill. Eustache-Hyacinthe Langlois), Description historique des maisons de Rouen, Paris, Firmin Didot, 1821
- Eustache de la Quérière, Notice historique et descriptive sur l'ancien hôtel-de-ville, le beffroi et la grosse horloge de Rouen, H. Boissel, Rouen, 1864, 76 p.
- Raymond Quenedey, L'Habitation rouennaise, Lestringant, Rouen, 1926
- Patrice Quéréel (préf. Guy Pessiot), La Ville évanouie - Rouen : un demi-siècle de vandalisme, Saint-Aubin-lès-Elbeuf, Page de Garde, 1999, 381 p. (ISBN 2-84340-108-9)
- Edmond Renaud, Rouen. Église Saint-Vincent. Monographie archéologique & descriptive, C. Métérie, Rouen, 1885
- Charles-Victor-Louis Richard, Recherches historiques sur Rouen : fortifications, Porte Martinville, Rouen, imprimerie de A. Péron, 1844.
- Charles-Laurent Salch, Dictionnaire des châteaux et des fortifications du moyen âge en France, Strasbourg, Editions Publitotal, 4ème trimestre 1979, 1287 p. (ISBN 978-2-86535-070-4 et 2-86535-070-3)Rouen, pp. 992-993
- Bulletin des Amis des monuments rouennais

## Commerce et artisanat
- Charles de Robillard de Beaurepaire, Recherches sur l'introduction de l'imprimerie à Rouen, Rouen, imprimerie de H. Boissel, 1870-1890.
- Oscar Edmond Ris-Paquot, Histoire des faïences de Rouen, Amiens: Oscar Edmond Ris-Paquot, 1870.
- Gilbert-Jean Malgras et Daniel Frasnay, Faïences de Rouen, C.P.I.P., Paris, 1985
- Claire Haquet (dir. Mathieu Arnoux et Jacques Bottin), « Un estat des gens tres necessaire » : les « sages marchans et bourgois de Rouen », de la Harelle à la conquête anglaise (1382-1418) (thèse pour le diplôme d'archiviste paléographe), Paris, École nationale des chartes, 2003 (présentation en ligne)

## Culture
- Jules-Édouard Bouteiller, Histoire des théâtres de Rouen, de leur fondation jusqu'à nos jours, Rouen, Giroux et Renaux, 1867.
- François Lespinasse, L'école de Rouen, Rouen, Lecerf, 1995, 348 p. (ISBN 2-901342-04-3)
- Franc̦ois Lespinasse (trad. Mary MacDonnell, préf. Richard Thomson), Rouen : paradis des peintres, France, s.n., 2003, 190 p. (ISBN 978-2-906130-04-3, OCLC 79641739)
- François Lespinasse, Journal de l'École de Rouen 1877-1945, 2006  (ISBN 2-906130-01-X)
- Henri Auguste Omont, Catalogue général des manuscrits des bibliothèques publiques de France. Rouen, Paris, Plon, Nourrit, 1886
- Jean Roubier et Marcel Aubert, Rouen : L’art français dans la guerre, Paris, Arthème Fayard, 1946
- Gisèle Séginger (dir.), Dictionnaire Flaubert, Paris, Champion, 2017, 1792 p.

## Enseignement
- Mauricette Langlois, Philippe Lebarc et Jean-Louis Marchal (photogr. Guillaume Bicheux), Sur le chemin de nos écoles : Rouen hier et aujourd'hui, Rouen, éd. des Falaises, 2015, 196 p. (ISBN 978-2-84811-259-6)

## Politique
- Guillaume Guéroult, Henry Barbet (1789-1875), maire de Rouen, éd. Christian, 2006  (ISBN 2864961482)
- Pierre Albertini, Destin rouennais, Imprimerie Corlet, Rouen, 2007  (ISBN 978-2-9530794-0-1)

## Sciences
- Yannick Marec (dir.), Les Hôpitaux de Rouen du Moyen Âge à nos jours : Dix siècles de protection sociale, Rouen, PTC, 2005, 178 p.  (ISBN 2350380041), OCLC 470186235)  Disponible sur Google Livres.
- Yannick Marec et Évelyne Barbin, « Un laboratoire de statistiques sociales: Rouen dans la première moitié du XIXe siècle », Histoire & mesure, vol. II, no 1,‎ 1987 (résumé).
- Bénédicte Percheron, « Des questions de santé publique présentées aux Rouennais : l'Almanach des Normands pour 1862 et 1863 », in Mémoires de la protection sociale en Normandie, no 6, décembre 2007.
- Bénédicte Percheron, Les sciences naturelles à Rouen au XIXe siècle. Muséographie, vulgarisation et réseaux scientifiques, (préf. Guillaume Lecointre), Paris, Éditions materiologiques, 2017, 710 p.
- Bénédicte Percheron, « Soigner les femmes au XIXe siècle : actions et études des médecins rouennais », in Mémoires de la protection sociale en Normandie, no 7, décembre 2008.

## Religion
- Léon Fallue, Histoire politique et religieuse de l'église métropolitaine et du diocèse de Rouen, Rouen, Lebrument, 1850-1851
- Charles de Robillard de Beaurepaire, Notes sur le cimetière de Saint-Ouen de Rouen, Rouen, imprimerie de H. Boissel, 1877.

## Arts et littérature

### Essais
- Philippe Delerm, Rouen, Seyssel, Champ Vallon, coll. « Des villes », 1987, 101 p. (ISBN 2-903528-87-X, OCLC 17873178)
- Georges Lemoine, Rouen, éphémère et permanent, Rouen, L'Armitière, 2006, 128 p. (ISBN 978-2-9528314-0-6)

### Romans
- Jean d'Aillon, Rouen, 1203, Paris, Flammarion, 2014, 487 p. (ISBN 978-2-08-131629-4)
- Jean-Jacques Antier, La fille du carillonneur : roman, Paris, Presses de la cité, 2009, 301 p. (ISBN 978-2-258-07569-6)
- André Maurois, Rouen dévasté, 1947
- Corinne Pouillot, Dolorose : roman, Boulogne, Timée, 2010, 501 p. (ISBN 978-2-35401-263-2)
- Patrice Pusateri, Les obélisques de faïence, Rouen au futur antérieur, fiction architecturale, Saint-Pierre-de-Manneville, Atelier des champs, 2009, 187 p. (ISBN 978-2-9526929-8-4)
- André Renaudin, Oceanic bar, La Nouvelle Société d'édition, Paris, 1930
- Pierre Thiry, Le mystère du pont Gustave-Flaubert : roman, Paris, Books on Demand, 2012, 312 p. (ISBN 978-2-8106-2371-6)

Romans policiers :
- Michel Bussi, Mourir sur Seine : le polar de l'Armada, Rouen, Éd. des Falaises, 2008, 399 p. (ISBN 978-2-84811-070-7)
- Jean Calbrix, Mon cadavre s'enroue en Rouen, Condé-sur-Noireau, Charles Corlet, 2002 (ISBN 978-2-84706-081-2)
- Gilles Delabie, Les communiants de Rouen, Villeneuve-d'Ascq, Ravet-Anceau, 2012, 157 p. (ISBN 978-2-35973-254-2)
- Gilles Delabie, La part du mal, Villeneuve-d'Ascq, Ravet-Anceau, coll. « Polars en Nord », 2014, 208 p. (ISBN 978-2-35973-386-0)
- Philippe Feeny, Seine de crimes : roman, Bihorel, Krakoen, 2009, 243 p. (ISBN 978-2-916330-39-6)
- Fabienne Ferrère, Un chien du diable une enquête de Gilles Bayonne, Paris, Denoël, 2006 (ISBN 978-2-207-25765-4)
- Rodolphe Fontaine, Nostalgie, quand tu nous tues : suspense, Cholet, les 2 encres, 2012, 227 p. (ISBN 978-2-35168-452-8)
- Michel Giard, Hurler avec les loups à Canteleu, Condé-sur-Noireau, Charles Corlet, 2003 (ISBN 978-2-84706-077-5)
- Jacques Grieu, Échecs et mâts : Le Gambit de la Dame, Cholet, Les 2 Encres, 2013, 245 p. (ISBN 978-2-35168-539-6)
- Françoise Kermina, Où sont les diamants du Roi ? : enquête à Rouen sous la Terreur, Condé-sur-Noireau, Charles Corlet, 2005 (ISBN 978-2-84706-183-3)
- Guy Langlois, Le fond de l'âme effraie : roman, Paris, Fayard, 2000 (ISBN 978-2-213-60688-0)
- Aude Lhôtelais, Le tueur de Rouen se dévoile, Villeneuve-d'Ascq, Ravet-Anceau, 2012, 357 p. (ISBN 978-2-35973-194-1)
- Patrick Morel, Double meurtre à Rouen, Villeneuve-d'Ascq, Ravet-Anceau, 2012, 195 p. (ISBN 978-2-35973-236-8)
- Nadine Mousselet, Pour ta pénitence : une enquête de Laura Claes à Rouen, Condé-sur-Noireau, C. Corlet, 2009, 303 p. (ISBN 978-2-84706-297-7)
- Georges Simenon, Oncle Charles s'est enfermé, 1951

### Bandes dessinées
- Daniel Pecqueur et Alain Robet, Rouen : Les méandres de l'histoire, Rouen, Jeune chambre économique de Rouen, 1989, 48 p. (ISBN 2-9500872-1-3, OCLC 461951053)
- Olivier Petit, Rouen : De Rotomagus à Rollon (tome I), Rouen, Petit à petit éditions, coll. « L'histoire dans l'Histoire », 2015, 74 p. (ISBN 979-10-95670-00-1)
- Olivier Petit, Rouen : De Rougemare à Jeanne d’Arc (tome II), Rouen, Petit à petit éditions, coll. « L'histoire dans l'Histoire », 2016, 78 p. (ISBN 979-10-95670-11-7)
- Olivier Petit, Rouen : De Louis XI à la Révolution (tome III), Rouen, Petit à petit éditions, coll. « L'histoire dans l'Histoire », 2017, 79 p. (ISBN 979-10-95670-35-3)
- Olivier Petit, Rouen : De Napoléon Ier à nos jours (tome IV), Rouen, Petit à petit éditions, coll. « L'histoire dans l'Histoire », 2018, 102 p. (ISBN 978-1-0956-7055-2 et 1-0956-7055-7)

### Photographie
- Williams Cordier et Dominique Cordier, Rouen : au fil du regard, Rouen, Médianes, 1989, 239 p. (ISBN 2-908345-01-3, OCLC 461990728)
- Williams Cordier et Dominique Cordier, Cordier Rouen, Rouen, Le Perroquet bleu, 2009, 172 p. (ISBN 978-2-9524353-3-8)
- Philippe Derouet (préf. Philippe Delerm), Rouen, Philippe Derouet, 2011, 144 p. (ISBN 978-2746639263)
- Pierre Le Gall  et Dominique Bouquet, Rouen, 1981, 35 p.
- Pierre Le Gall , Rouen sur scène, Rouen, L'Armitière, 1988
- Guy Pessiot et Thomas Boivin, Rouen 100 ans de changements 1910-2010, Rouen, éditions des Falaises, 2010, 158 p. (ISBN 978-2-84811-121-6)
- Guy Pessiot, Burchell Rouen : Ombres et lumières sur la ville. Photographies inédites (1939-1993), Rouen, éditions des Falaises, 2011, 176 p. (ISBN 978-2-84811-150-6)
- Patrice Quéréel, Tout pour la gueule : Rouen 1952, une mission photographique en secteur prolétarien, Rouen, ASI, 2006, 221 p. (ISBN 2-912461-10-3)